# Geigen (Hof)
Geigen ist ein Gemeindeteil der kreisfreien Stadt Hof (Regierungsbezirk Oberfranken, Bayern). Geigen liegt in der Gemarkung Wölbattendorf und gehört zum Stadtteil Geigengrund.

## Geografie
Die Einöde liegt im Geigengrund, in dem der Pfaffenlohbach, ein linker Zufluss der Sächsischen Saale, fließt. Im Osten grenzt eine Schrebergartenanlage an. Eine Gemeindeverbindungsstraße führt nach Hohensaas zur Bundesstraße 15 (0,7 km nordwestlich) bzw. zum Münsterviertel (0,3 km südöstlich).

## Geschichte
Gegen Ende des 18. Jahrhunderts bestand Geigen aus einem Anwesen. Das bayreuthische Klosteramt Hof war Grundherr des Gütleins.
Von 1797 bis 1810 unterstand Geigen dem Justiz- und Kammeramt Hof. Infolge des Ersten Gemeindeedikts wurde Geigen dem 1812 gebildeten Steuerdistrikt Köditz und der zugleich entstandenen Ruralgemeinde Wölbattendorf zugewiesen. Am 1. Juli 1972 wurde Geigen im Zuge der Gebietsreform in Bayern nach Hof eingemeindet.

### Einwohnerentwicklung
| Jahr      | 1799  | 1819  | 1861   | 1871   | 1885   | 1900   | 1925   | 1950   | 1961   | 1970   | 1987  |
| Einwohner | 8     | 9     | 7      | 14     | 6      | 9      | 9      | 12     | 4      | 2      | 2     |
| Häuser    | 1     |       |        |        | 1      | 1      | 1      | 1      | 1      |        | 1     |
| Quelle    | [ 5 ] | [ 6 ] | [ 10 ] | [ 11 ] | [ 12 ] | [ 13 ] | [ 14 ] | [ 15 ] | [ 16 ] | [ 17 ] | [ 1 ] |

## Religion
Geigen ist evangelisch-lutherisch geprägt und bis heute nach St. Michaelis (Hof) gepfarrt.